# Krowie Bagno
Krowie Bagno (PLH060011) – specjalny obszar ochrony siedlisk sieci Natura 2000 o powierzchni 535,24 ha, położony w województwie lubelskim na terenie powiatu włodawskiego (gminy: Hańsk, Urszulin i Stary Brus). W lutym 2008 roku został zatwierdzony jako obszar mający znaczenie dla Wspólnoty (na mocy decyzji Komisji Europejskiej z dnia 13 listopada 2007 r.). Status specjalnego obszaru ochrony siedlisk otrzymał na mocy rozporządzenia Ministra Środowiska z dnia 24 lutego 2017 r.

## Opis obszaru
SOOS Krowie Bagno składa się z trzech rozdzielonych części, zajmując jedynie fragment terenu znanego jako Krowie Bagno. Obejmuje wschodnią część kompleksu wodno-torfowiskowego, którego część stanowią małe zanikające jeziora eutroficzne: Laskie, Lubowierz, Lubowierzek i Hańskie, otoczone przez zakrzaczone torfowiska niskie i przejściowe. Jeziora i przyległe do nich torfowiska otoczone są łąkami powstałymi na torfowiskach zmeliorowanych w XX wieku. Na terenie ostoi znajdują się cenne łąki trzęślicowe. Ostoja jest obszarem węzłowym w miejscu przecięcia korytarzy ekologicznych łączących kompleks główny Poleskiego Parku Narodowego z jego eksklawą na terenie Bagna Bubnów oraz Sobiborski Park Krajobrazowy.
Obszar jest zagrożony przede wszystkim melioracjami i eutrofizacją wód powierzchniowych.

## Siedliska
Ostoja Krowie Bagno w 41% pokryta jest siedliskami łąkowymi i zaroślowymi, 39% mokradłami, 15% lasami liściastymi i w 5% siedliskami rolniczymi.
Na terenie ostoi stwierdzono występowanie następujących siedlisk przyrodniczych:
- zmiennowilgotne łąki trzęślicowe (Molinion) – 20% obszaru,
- niżowe świeże łąki użytkowane ekstensywnie (Arrhenatherion elatioris) – 10%
- starorzecza i naturalne eutroficzne zbiorniki wodne ze zbiorowiskami z Nympheion, Potamion – 8%
- torfowiska przejściowe i trzęsawiska (przeważnie z roślinnością z klasy Scheuchzerio-Caricetea) – 5%
- nizinne torfowiska zasadowe o charakterze młak, turzycowisk i mechowisk – 5%
- obniżenia na podłożu torfowym z roślinnością ze związku Rhynchosporion – 1,5%

## Chronione gatunki zwierząt i roślin
Na terenie ostoi występują objęte ochroną gatunkową:
- zwierzęta:
  - błotniak stawowy
  - błotniak łąkowy
  - derkacz
  - żuraw zwyczajny
  - modraszek telejus
  - czerwończyk nieparek
  - modraszek nausitous
  - przeplatka aurinia
- rośliny:
  - brzoza niska
  - turzyca bagienna
  - kukułka szerokolistna
  - goździk pyszny
  - rosiczka okrągłolistna
  - nerecznica grzebieniasta
  - goryczka wąskolistna
  - grzybienie białe
  - gnidosz królewski
  - wierzba lapońska
  - skolochloa trzcinowata

## Inne formy obszarowej ochrony przyrody
Obszar w większości nie podlega ochronie innej niż wynikająca z przynależności do sieci Natura 2000. Leży na terenie Rezerwatu Biosfery Polesie Zachodnie, co jednak nie niesie ze sobą prawnych skutków nakazujących ochronę, natomiast niewielki jego fragment objęty jest dodatkową ochroną przez przynależność do Poleskiego Obszaru Chronionego Krajobrazu.
W odległości kilku–kilkunastu kilometrów od SOOS Krowie Bagno leżą inne elementy sieci Natura 2000: OZW Lasy Sobiborskie oraz obszary Natura 2000 należące do Poleskiego Parku Narodowego: OZW Ostoja Poleska, jak również OSOP Bagno Bubnów i Polesie.